# Rodolfo Manganaro
Rodolfo Manganaro (Portoferraio, 20 agosto 1840 – Portoferraio, 18 agosto 1893) è stato un politico italiano.

## Biografia
Avvocato di professione, venne eletto alla Camera del Regno d'Italia nella XVIII legislatura per il collegio di Livorno, decedendo in carica.